# Luci Otacili Pílit
Luci Otacili Pílit (en llatí Lucius Otacilius Pilitus) va ser un retòric roma que va obrir una escola a Roma l'any 81 aC. El cognomen d'Otacili és dubtós, ja que apareix a les fonts de diverses maneres: Suetoni l'anomena Pilitus i de vegades Pilutus, Eusebi Plotus i Macrobi Pitholaus.
Havia estat esclau i probablement era un llibert d'algun membre de la gens Otacília. Com a esclau havia estat porter (ostiarius) d'una de les portes de Roma. Però hauria demostrat talent i amor per la literatura, va rebre la manumissió i es va convertir en mestre de retòrica. Entre els seus deixebles hi havia Gneu Pompeu Magne. Va escriure una història de Pompeu i del seu pare en diversos llibres. Corneli Nepot diu que era la primera vegada que un llibert havia escrit un llibre d'història.